# لي هاين
لي هاين (بالإنجليزية: Lee Hein)‏ هو سياسي أمريكي، ولد في 13 مارس 1960. حزبياً، نشط في الحزب الجمهوري. وقد انتخب عضو مجلس نواب ولاية ايوا.

## وصلات خارجية
- الموقع الرسمي